# Igor Bališ
Igor Bališ (Križovany nad Dudváhom, 5 januari 1970) is een voormalig profvoetballer uit Slowakije. Hij speelde als verdediger in Slowakije en Engeland gedurende zijn carrière. In 2004 beëindigde hij zijn actieve loopbaan.

## Interlandcarrière
Bališ kwam in totaal veertig keer (één doelpunt) uit voor het Slowaaks voetbalelftal in de periode 1995-2001. Hij maakte zijn debuut op 8 mei 1995 in de vriendschappelijke wedstrijd in Bratislava tegen Tsjechië, die eindigde in een 1-1 gelijkspel. Zijn eerste en enige interlandtreffer maakte hij op 15 februari 2000 tijdens een vierlandentoernooi in Valparaíso tegen gastland Chili (0-2).

## Erelijst
Spartak Trnava
- Slowaakse beker

1998